# فرانك إلمور روس
فرانك إلمور روس (بالإنجليزية: Frank Elmore Ross)‏ (و. 1874 – 1960 م) هو فيزيائي، وعالم فلك من الولايات المتحدة الأمريكية . ولد في سان فرانسيسكو .

## التعليم
تعلم في جامعة كاليفورنيا